# Stavisky
Stavisky is een Franse misdaadfilm uit 1974 onder regie van Alain Resnais. Het scenario is gebaseerd op het leven van de Franse misdadiger Alexandre Stavisky.

## Verhaal
Stavisky is een oplichter die in de jaren '30 naar de gevangenis moet. Daar zet hij zijn praktijken gewoon verder. Het blijkt dat hij een pion is in een veel grotere zaak. Het schandaal brengt de Franse regering aan het wankelen tegen de achtergrond van het oprukkende fascisme.

## Rolverdeling
| Acteur             | Personage                  |
| ------------------ | -------------------------- |
| Jean-Paul Belmondo | Serge Alexandre Stavisky   |
| François Périer    | Albert Borelli             |
| Anny Duperey       | Arlette                    |
| Michael Lonsdale   | Dr. Mézy                   |
| Roberto Bisacco    | Juan Montalvo de Montalbon |
| Claude Rich        | Inspecteur Bonny           |
| Charles Boyer      | Baron Raoul                |
| Pierre Vernier     | Pierre Grammont            |
| Marcel Cuvelier    | Inspecteur Boussaud        |
| Van Doude          | Hoofdinspecteur Gardet     |
| Jacques Spiesser   | Michel Grandville          |